# Amy Acuff
Amy Lyn (Amy) Acuff (Port Arthur (Texas), 14 juli 1975) is een Amerikaanse voormalige atlete, die zich had toegelegd op het hoogspringen. Ze werd zesvoudig Amerikaans outdoor- en vijfvoudig indoorkampioene in deze discipline. Ook nam ze als hoogspringster in totaal vijfmaal deel aan de Olympische Spelen, met als beste resultaat een vierde plaats.

## Loopbaan
Acuff studeerde biologie aan de Universiteit van Californië - Los Angeles. Ze deed vijfmaal mee aan de Olympische Zomerspelen (1996, 2000, 2004, 2008 en 2012) als lid van het Amerikaanse atletiekteam. In 2004 behaalde ze haar beste olympische resultaat met een vierde plaats, tijdens haar andere deelnames sneuvelde ze in de kwalificatieronde.
Acuff behaalde haar eerste internationale succes in 1993 met het winnen van de hoogspringtitel tijdens de Pan-Amerikaanse jeugdkampioenschappen. Een jaar later werd ze NCAA-indoorkampioene hoogspringen en won ze een bronzen medaille op de wereldkampioenschappen voor junioren in Lissabon. In 1995 werd ze voor het eerst Amerikaanse kampioene in deze discipline, een titel die ze in totaal zesmaal veroverde en steeds in de oneven jaren (1997, 2001, 2003, 2005 en 2007).
In 1997 won Acuff een gouden medaille bij de Universiade. Een jaar later werd zij de eerste niet-Europeaanse deelnemer in de geschiedenis van de Hochsprung mit Musik meeting in het Duitse Arnstadt die bij de vrouwen het hoogspringen won.
Acuff nam maar liefst acht keer deel aan de WK voor senioren. Haar eerste resultaat op dit toernooi, behaald op de WK in 1995, achtste met een sprong over 1,93 m, was gelijk haar beste van alle acht WK-toernooien. Slechts één keer sprong ze hoger: op de WK in 2007 kwam zij tot 1,94, maar ditmaal leverde dat haar niet meer op dan een twaalfde plaats. Op de WK indoor kwam ze relatief beter uit de verf, met een vierde plaats en een sprong over 1,96 op de WK indoor in 2001 als beste resultaat.
Haar beste prestatie ooit leverde Acuff tijdens de Weltklasse Zürich in 2003, dat toen deel uitmaakte van de Golden League-serie. Ze bereikte daar een hoogte van 2,01, waarmee ze in die wedstrijd als vierde eindigde. 
Acuff zette een punt achter haar atletiekloopbaan in 2016, nadat zij vergeefs had getracht zich te kwalificeren voor haar zesde olympisch optreden op de Olympische Spelen in Rio de Janeiro.
Amy Acuff, die verre familie is van countrymuzikant Roy Acuff (haar vaders achterneef), is een gediplomeerd acupuncturist en sinds 2004 getrouwd met polsstokhoogspringer Tye Harvey. In 2010 kregen zij een dochter.

## Model
Acuff staat ook bekend om haar carrière als model. Ze verscheen op de cover van de volgende bladen:
- Playboy Magazine
- FHM
- Esquire
- Maxim

## Titels
- Amerikaans kampioene hoogspringen - 1995, 1997, 2001, 2003, 2005, 2007
- Amerikaans indoorkampioene hoogspringen - 2001, 2004, 2007, 2008, 2009
- Universitair kampioene hoogspringen - 1997
- NCAA-indoorkampioene hoogspringen - 1994, 1996, 1997
- NCAA-kampioene hoogspringen - 1995, 1996
- Pan-Amerikaans jeugdkampioene hoogspringen - 1993

## Persoonlijke records
| Onderdeel              | Prestatie | Datum            | Plaats   |
| ---------------------- | --------- | ---------------- | -------- |
| hoogspringen (outdoor) | 2,01 m    | 15 augustus 2003 | Zürich   |
| hoogspringen (indoor)  | 1,96 m    | 2 februari 2001  | New York |

## Palmares

### hoogspringen
Kampioenschappen
- 1992: 9e WK U20 te Seoel - 1,85 m
- 1993:  Pan-Amerikaanse jeugdkamp. - 1,83 m
- 1994:  WK U20 te Lissabon - 1,88 m
- 1995:  Amerikaanse kamp. - 1,95 m
- 1995: 8e WK - 1,93 m
- 1996: 14e in kwal. OS - 1,85 m
- 1997:  Amerikaanse kamp. - 1,96 m
- 1997:  Universiade - 1,98 m
- 1997: 6e Grand Prix Finale - 1,93 m
- 1997: 7e in kwal. WK - 1,92 m
- 1998:  Goodwill Games - 1,93 m
- 1999: 9e WK - 1,93 m
- 2000: 17e in kwal. OS - 1,80 m
- 2001:  Amerikaanse indoorkamp. - 1,92 m
- 2001: 4e WK indoor - 1,96 m
- 2001:  Amerikaanse kamp. - 1,88 m
- 2001:  Goodwill Games - 1,93 m
- 2001: 10e WK - 1,90 m
- 2001:  IAAF Grand Prix - 1,96 m
- 2003: 10e WK indoor - 1,92 m
- 2003:  Amerikaanse kamp. - 1,95 m
- 2003: 9e WK - 1,90 m
- 2004:  Amerikaanse indoorkamp. - 1,93 m
- 2004: 4e OS - 1,99 m
- 2004: 6e Wereldatletiekfinale - 1,95 m
- 2005:  Amerikaanse kamp. - 1,90 m
- 2005: 8e WK - 1,89 m
- 2005: 6e Wereldatletiekfinale - 1,94 m
- 2006: 13e in kwal. WK indoor - 1,90 m
- 2006:  Wereldbeker - 1,94 m
- 2007:  Amerikaanse indoorkamp. - 1,92 m
- 2007:  Amerikaanse kamp. - 1,89 m
- 2007: 12e WK - 1,94 m
- 2007: 5e Wereldatletiekfinale - 1,94 m
- 2008:  Amerikaanse indoorkamp. - 1,92 m
- 2008: 6e WK indoor - 1,95 m
- 2008: 9e in kwal. OS - 1,89 m
- 2009:  Amerikaanse indoorkamp. - 1,90 m
- 2009: 12e WK - 1,87 m
- 2012: 10e in kwal. OS - 1,85 m

Golden League-podiumplaatsen
- 2001:  ISTAF – 1,93 m
- 2003:  Golden Gala – 1,97 m
- 2003:  ISTAF – 1,99 m
- 2004:  Weltklasse Zürich – 1,97 m
- 2004:  ISTAF – 2,00 m
- 2005:  Bislett Games – 1,93 m